# Liurana
Sous-famille
Genre
Liurana est un genre d'amphibiens de la famille des Ceratobatrachidae, le seul de la sous-famille des Liurananinae.

## Répartition
Les trois espèces de ce genre se rencontrent en Birmanie, en Inde et en Chine.

## Liste des espèces
Selon Amphibian Species of the World (13 février 2016) :
- Liurana alpina Huang & Ye, 1997
- Liurana medogensis Fei, Ye, & Huang, 1997
- Liurana xizangensis (Hu, 1977)

## Publications originales
- Fei, Ye & Jiang, 2010 : Phylogenetic systematics of Ranidae. Herpetologica Sinica/Liang qi pa xing dong wu xue yan jiu, vol. 12, p. 1–43.
- Dubois, 1987 "1986" : Miscellanea taxinomica batrachologica (I). Alytes, vol. 5, no 1, p. 7-95 (« texte intégral »(Archive.org • Wikiwix • Archive.is • Google • Que faire ?)).